# Frigidorchis
Frigidorchis là một chi thực vật có hoa trong họ Lan.